# Boeing 377 Stratocruiser
Dimensions
Le Boeing 377 Stratocruiser est un avion de ligne, version passagers du 367 Stratofreighter qui est lui-même la version cargo du B-50 Superfortress. Son premier vol a lieu le 8 juillet 1947.
Malgré des erreurs de conception sérieuses et des états de service marginaux, le Stratocruiser est l'un des grands appareils à hélices de l'après-guerre. Étant extrêmement complexe et coûteux, seulement 56 exemplaires sont construits. Il est en service communément jusqu'en 1960 puis est rendu obsolète par l'arrivée du 707 et d'autres appareils à réaction de première génération.
Le 377 est le modèle principal de la flotte de la compagnie Pan Am, jusqu'à l'arrivée du 707. Son escalier en colimaçon menant dans un salon situé au pont inférieur a inspiré celui du 747. C'est un des rares modèles disposant d'une configuration passagers à double pont (un autre étant le Breguet Deux-Ponts français) avant l'avènement du 747 (cependant certaines compagnie aériennes ont configuré le salon sur un pont inférieur pour des avions Lockheed L-1011 TriStar[réf. nécessaire]).

## Utilisé par
Le 377 est mis en service par la Pan American World Airways le 1er avril 1949 avec un vol partant de San Francisco et à destination d'Honolulu.
- American Overseas Airlines -  États-Unis
- British Overseas Airways Corporation -  Royaume-Uni
- Armée de l'air israélienne -  Israël
- Linea Internacional Aereo -  Équateur
- Northwest Airlines -  États-Unis
- Pan American World Airways -  États-Unis
- Rutas Aéreas Nacionales SA -  Venezuela
- Transocean Air Lines -  États-Unis
- United Airlines -  États-Unis

- Commande par Scandinavian Airlines System annulée. Les avions sont pris par BOAC.

- Production : 56 exemplaires du modèle 377 Stratocruiser (plus 888 modèles militaires 367/K/C-97).

## Aero Spacelines Guppies
Pendant les années 1960, Aero Spacelines, Inc. modifie plusieurs Stratocruiser pour en faire des avions à fret surdimensionnés, baptisés « Guppies ».  Le premier de ceux-ci est le Pregnant Guppy (Guppy enceinte), suivi par Super Guppy et enfin Mini Guppy.

## Accidents et incidents
Ce type d'avion a subi cinq accidents majeurs avant 1970 pour un nombre total de 147 décès. Le pire accident se produisit le 29 avril 1952 quand la « séparation du moteur no 2 et de l'hélice du reste de l'avion » a fait se désintégrer en vol le Boeing 377 du vol 202 de la Pan American World Airways, qui tomba dans la jungle près de Carolina au Brésil tuant les 41 passagers et 9 membres d'équipage.
- Le 16 octobre 1956, le vol Pan Am 6 fait un amerrissage forcé au nord-est d'Hawaï, après avoir perdu deux de ses quatre moteurs. L'avion ayant amerri à proximité du navire USCGC Pontchartrain des Garde-Côtes américains, les secours sont rapides et les 31 personnes à bord survivent. Le vol devait assurer la liaison entre Honolulu et San Francisco.